# Гичко Олег Сергійович
Олег Сергійович Гичко (позивний «Наглий»; 10 квітня 1996, м. Новоград-Волинський, нині Звягель, Житомирська область — 17 вересня 2022, біля с. Біла Гора, Донецька область) — український військовослужбовець, майор 30 ОМБр Збройних сил України, учасник російсько-української війни. Лицар ордена Богдана Хмельницького II (2023, посмертно) та III (2022) ступенів.

## Життєпис
Олег Гичко народився 10 квітня 1996 року в Новоград-Волинському (нині Звягель) в родині військовослужбовців.
Навчався в Звягельському ліцеї № 4. Закінчив Національну академію сухопутних військ імені гетьмана Петра Сагайдачного.
Служив у 30-й окремій механізованій бригаді. У березні 2017 року вирушив на схід України, де за кілька місяців довів свою професійність на артилерійських змаганнях. Тоді молодший лейтенант Гичко отримав звання кращого командира вогневого взводу. За це начальник Генштабу Збройних сил України нагородив Олега почесним нагрудним знаком «За досягнення у військовій службі» II ступеня.
Під час повномасштабного російського вторгнення артилерійська батарея капітана Олега Гичка брала участь у боях під Бахмутом, згодом звільняла Ізюм і повернулася на старі позиції сходу України. Загинув 17 вересня 2022 року біля с. Біла Гора на Донеччині.
Похований в родинному місті.
Залишилися дружина, батьки та сестра.

## Нагороди
- орден Богдана Хмельницького II ступеня (19 червня 2023, посмертно) — за особисту мужність, виявлену у захисті державного суверенітету та територіальної цілісності України, самовіддане виконання військового обов'язку[1];
- орден Богдана Хмельницького III ступеня (19 липня 2022) — за особисту мужність і самовіддані дії, виявлені у захисті державного суверенітету та територіальної цілісності України, вірність військовій присязі[2];
- медаль «Захиснику Вітчизни» (28 березня 2022) — за особисту мужність і самовіддані дії, виявлені у захисті державного суверенітету та територіальної цілісності України, вірність військовій присязі[3];
- відзнака Президента України «За участь в антитерористичній операції»;
- почесний нагрудний знак «За досягнення у військовій службі» II ступеня (2017);
- нагрудний знак «Сухопутні війська України» (2018);
- почесний громадянин Звягеля;
- відзнака «За заслуги перед Звягельським районом» (2023, посмертно)[4].

## Військові звання
- майор[5];
- капітан (2022);
- старший лейтенант;
- молодший лейтенант.